# Гейни, Боб
Ро́берт Майкл «Боб» Ге́йни (англ. Robert Michael "Bob" Gainey; 12 декабря 1953, Питерборо, провинция Онтарио, Канада) — бывший канадский хоккеист, бывший генеральный менеджер «Даллас Старз», «Монреаль Канадиенс» и сборной Канады.

## Карьера
Всю свою карьеру Гейни провёл в «Монреаль Канадиенс», в составе которых пять раз выиграл Кубок Стэнли. Был выбран в первом раунде драфта 1973 года под 8 номером. С 1981 года, до конца своей карьеры, Гейни был капитаном «Монреаля». По итогам Кубка Стэнли 1979 года был признан самым ценным игроком плей-офф, получив Конн Смайт Трофи.
После завершения карьеры хоккеиста в 1990-м году стал главным тренером команды «Миннесота Норт Старз», а в 1992-м году дополнительно был назначен на пост генерального менеджера команды. После переезда в Техас покинул тренерский пост и в качестве Генерального менеджера «Далласа» Гейни завоевал свой шестой Кубок Стэнли в 1999 году. С поста генерального менеджера «Старз» Гейни ушел в 2001-м году. Работал генеральным менеджером «Монреаля». Также в 1998-м году был генеральным менеджером сборной Канады перед и во время Олимпиады в Нагано.
Всего в НХЛ Гейни провёл 1160 матчей в регулярном сезоне, забил 239 шайб и отдал 263 голевые передачи. В 1992 он был избран в Зал хоккейной славы. В 1998 Гейни получил 86 место в списке 100 лучших хоккеистов НХЛ, по версии журнала Hockey News. 23 февраля 2008 года «Монреаль Канадиенс» закрепил за Гейни 23 номер.

## Признание
В 1992 году был введён в Зал хоккейной славы. В 1995 году был введён в Зал спортивной славы Канады. В 2022 году стал одним из первых участников учрежденного Зала славы команды «Даллас Старз», которую Гейни привёл к первому Кубку Стэнли в истории.

## Награды
- Победитель Кубка Стэнли: 1976, 1977, 1978, 1979, 1986, 1999 (как генеральный менеджер)
- Обладатель приза Фрэнк Дж. Селки Трофи: 1978, 1979, 1980, 1981
- Обладатель приза Конн Смайт Трофи: 1979
- Победитель Кубка Канады: 1976
- Финалист Кубка Канады 1981
- Бронзовый призёр чемпионата мира: 1982, 1983
- Член Залa хоккейной славы в Торонто: 1992
- Член Залa славы канадского спорта: 1995

## Игровая статистика
| Легенда | Легенда                    | Легенда | Легенда                   | Легенда | Легенда    |
| ------- | -------------------------- | ------- | ------------------------- | ------- | ---------- |
| И       | Количество проведённых игр | Штр     | Штрафное время            | +/−     | Плюс-минус |
| Г       | Голы                       | П       | Голевые передачи          | О       | Очки       |
| -       | Статистика неизвестна      | —       | Статистика не учитывалась |         |            |

## Тренерская статистика
| Миннесота Норт Старз | 1990/91 | 80  | 27  | 39  | 14 | - | 68   | 4-й в Див. Норриса     | Поражение в финале Кубка Стэнли |
| Миннесота Норт Старз | 1991/92 | 80  | 32  | 42  | 6  | - | 70   | 4-й в Див. Норриса     | Поражение в первом раунде       |
| Миннесота Норт Старз | 1992/93 | 84  | 36  | 38  | 10 | - | 82   | 5-й в Див. Норриса     | Не попали в плей-офф            |
| Даллас Старз         | 1993/94 | 84  | 42  | 29  | 13 | - | 97   | 3-й в Центральном      | Поражение во втором раунде      |
| Даллас Старз         | 1994/95 | 48  | 17  | 23  | 8  | - | 42   | 5-й в Центральном      | Поражение в первом раунде       |
| Даллас Старз         | 1995/96 | 39  | 11  | 19  | 9  | - | (66) | 6-й в Центральном      | (ушёл в отставку)               |
| Монреаль Канадиенс   | 2005/06 | 41  | 23  | 15  | -  | 3 | (93) | 3-й в Северо-восточном | Поражение в первом раунде       |
| Монреаль Канадиенс   | 2008/09 | 16  | 6   | 6   | -  | 4 | (93) | 2-й в Северо-восточном | Поражение в первом раунде       |
| Всего                | Всего   | 472 | 194 | 211 | 60 | 7 |      |                        |                                 |